# Rebecka Dirichlet

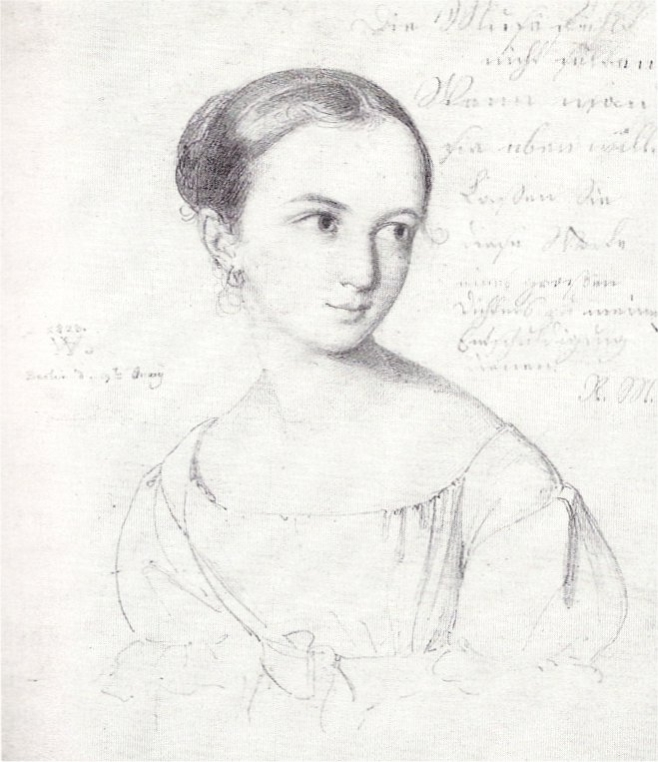
Rebecka Mendelssohn, Zeichnung von Wilhelm Hensel 1823

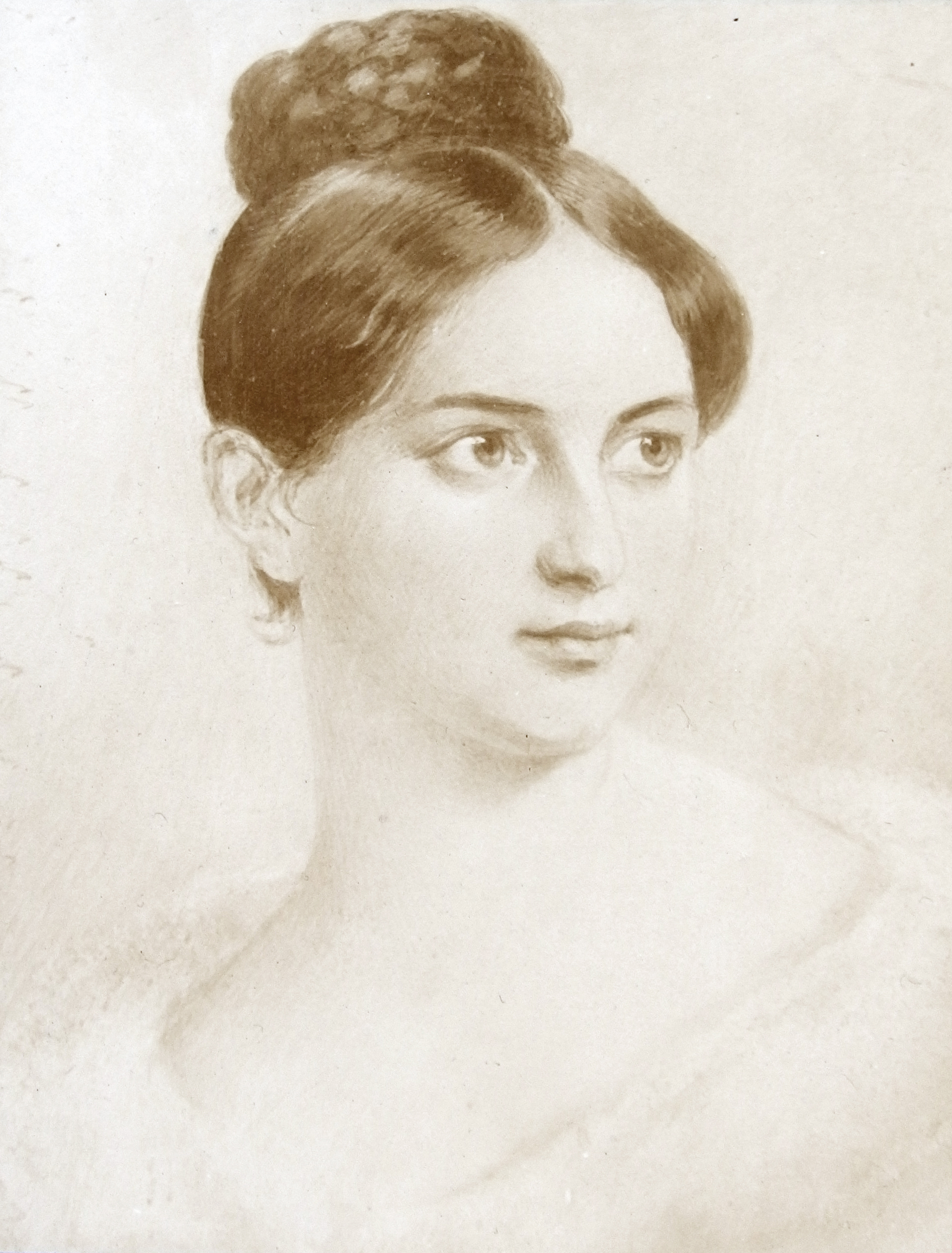
Rebecka Dirichlet, Foto einer Miniaturmalerei von August Grahl, um 1832

Rebecka Henriette Lejeune Dirichlet, geb. Mendelssohn (* 11. April 1811 in Hamburg; † 1. Dezember 1858 in Göttingen), war eine deutsche Salonnière und wirkte in Berlin und Göttingen. Sie war die Enkelin Moses Mendelssohns, Tochter von Abraham und Lea Mendelssohn (Bartholdy) und jüngere Schwester der Musiker und Komponisten Felix Mendelssohn Bartholdy und Fanny Hensel. Sie war mit dem Mathematiker Peter Gustav Lejeune Dirichlet verheiratet und Urgroßmutter des Philosophen Leonard Nelson.

## Leben

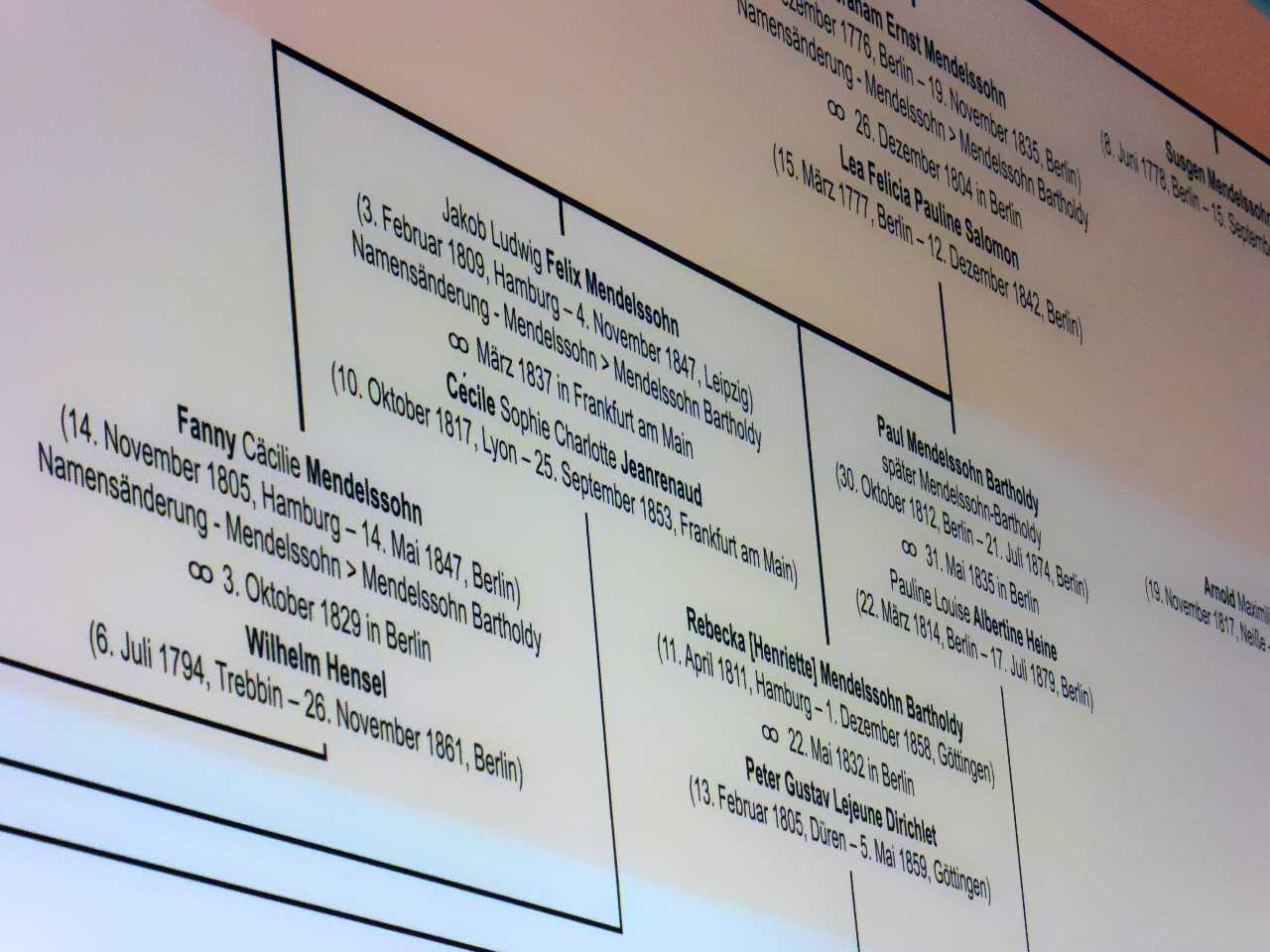
Ausschnitt aus dem Stammbaum der Mendelssohn-Familie mit Rebecka Dirichlet an der Wand der Dauerausstellung in der ehemaligen Kapelle auf dem Dreifaltigkeitsfriedhof I in Berlin-Kreuzberg

Wegen Schwierigkeiten mit den französischen Besatzern in Hamburg im Zusammenhang mit der Kontinentalsperre floh die Familie Mendelssohn im Frühling 1811, nur wenige Wochen nach Rebeckas Geburt, nach Berlin, wo der Vater zusammen mit seinem älteren Bruder Joseph die Familienbank weiterführte. Rebecka, die liebevoll Beckchen genannt wurde, wurde musikalisch erzogen und nahm als Sängerin an den familiären Aufführungen mit der königlichen Kapelle am Hof Friedrich Wilhelms III. teil, die ihr Bruder Felix leitete. Sie erhielt außerdem eine umfassende (fremd)sprachliche Ausbildung und war, wie ihre älteren Geschwister, Mitglied der Berliner Sing-Akademie. Sie hat vermutlich oft als erste die Lieder Felix und Fannys gesungen. 1816 ließ Abraham Mendelssohn Rebecka und ihre Geschwister evangelisch taufen, wobei Rebecka den Taufnamen Henriette erhielt. Die Eltern konvertierten sechs Jahre später, womit die Ergänzung des Familiennamens um den Zusatz Bartholdy verbunden war.
Am 22. Mai 1832 heiratete sie den Mathematiker Peter Gustav Lejeune Dirichlet, der durch Alexander von Humboldt in die Familie Mendelssohn Bartholdy eingeführt worden war. Sie hatten vier Kinder, darunter Florentine Dirichlet, die in der Frauenbewegung engagiert und Mutter der späteren Sozialpolitikerin Marie Baum war, den Landwirt Walter Lejeune Dirichlet (1833–1887) und Felix Lejeune Dirichlet (1837–1838), der mit 13 Monaten starb. Rebecka Dirichlet brachte den Mathematiker in Kontakt mit den romantischen Musikern der Zeit, die häufig in ihrem Haus verkehrten und musizierten. Rebecka Dirichlets Cousine Ottilie, die Tochter von Nathan Mendelssohn und Henriette, geb. Itzig, heiratete ebenfalls einen Mathematiker, Ernst Eduard Kummer.

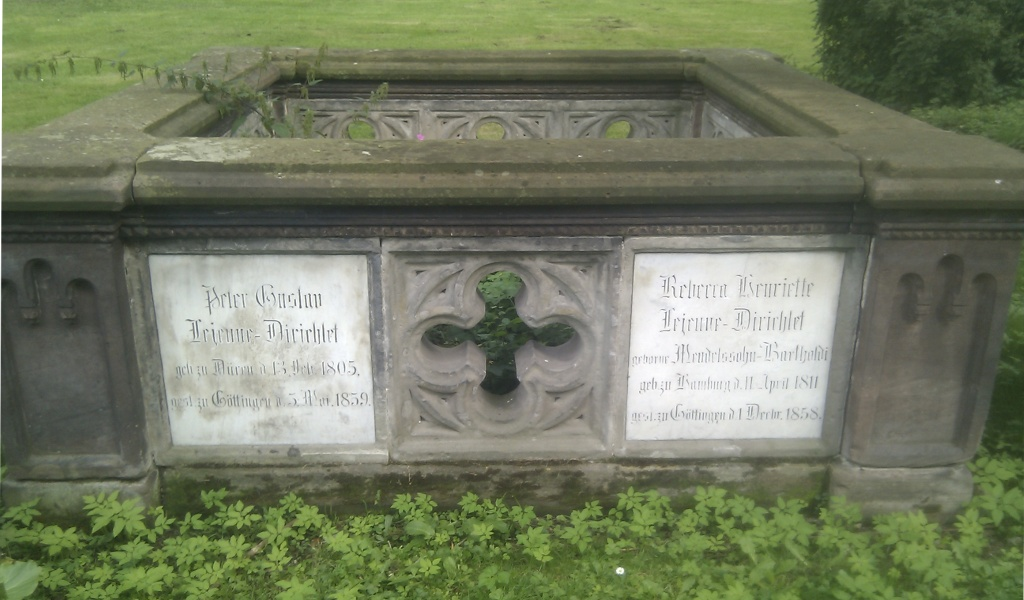
Grabstätte von Peter und Rebecka Lejeune Dirichlet in Göttingen

Nach dem Tod ihrer Eltern und älteren Geschwister zogen die Lejeune Dirichlets 1855 von Berlin nach Göttingen, zudem war das Palais der Familie Mendelssohn in der Leipziger Straße 3 verkauft worden. In Göttingen trat Gustav Lejeune Dirichlet 1855 die Nachfolge von Carl Friedrich Gauß an, und Rebecka führte hier „die Tradition der musikalischen Gesellschaften ihrer Großtanten, ihrer Mutter und ihrer Schwester fort. […] An ihren Musikprogrammen in Göttingen wirkten unter anderem Clara Schumann, Johannes Brahms und Joseph Joachim mit.“ Karl August Varnhagen von Ense kam oft aus Berlin und beschrieb in seinen Tagebüchern das Haus der Lejeune Dirichlets, den Garten und dessen Pavillon.
Am 1. Dezember 1858 starb Rebecka Dirichlet im Alter von 47 Jahren an einem Schlaganfall, ihr Mann am 5. Mai des Folgejahres an einer Herzkrankheit. Das gemeinsame Grab des Ehepaars in Göttingen ist gut erhalten und befindet sich auf dem Bartholomäusfriedhof. Die quadratisch umlaufende Sandsteinbalustrade trägt nach Westen die Aufschrift:
| Peter Gustav Lejeune-Dirichlet geb. zu Düren d. 13. Feb. 1805, gest. zu Göttingen d. 5. Mai 1859. | Rebecca Henriette Lejeune-Dirichlet geborne Mendelssohn-Bartholdi geb. zu Hamburg d. 11. April 1811 gest. zu Göttingen d. 1. Decbr. 1858. |